# マルクス主義
マルクス主義（マルクスしゅぎ、ドイツ語: Marxismus）とは、カール・マルクスとフリードリヒ・エンゲルスによって展開された思想をベースとして確立された社会主義思想体系の一つである。マルクス主義者はマルクシストあるいはマルキシスト (Marxist) と称される。
マルクス主義は、資本を社会の共有財産に変えることによって、労働者が資本を増殖するためだけに生きるという、賃労働の悲惨な性質を廃止し、階級のない協同社会を目指すとしている。
エンゲルスは1883年に『空想から科学へ』を出版し、彼やマルクスの思想を社会主義思想、弁証法的唯物論、資本主義分析の三つの分野に分けて解説したうえで、唯物史観と剰余価値の発見によって社会主義は科学になったと説明し、自分たちマルクス主義のことを空想的社会主義と対比して科学的社会主義（かがくてきしゃかいしゅぎ）とも呼んだ。
レーニンは1913年に『マルクス主義の三つの源泉と三つの構成部分』を書き、マルクス主義の三つの源泉をドイツ哲学、イギリス経済学、フランス社会主義とし、マルクス主義の三つの構成部分を弁証法的唯物論、経済学、社会主義思想とした。

## マルクス、エンゲルスの思想

### 共産主義
マルクスとエンゲルスは、1847年に設立された共産主義者同盟の綱領の起草を委託され、1848年に『共産党宣言』を書いた。人類の歴史は、自由民と奴隷、領主と農奴、資本家と労働者などの、隠然または公然の階級闘争の歴史であるとされ、近代社会はブルジョワジーとプロレタリアートにますます分裂しつつあるとした。プロレタリアートは、自分の労働力を売って生活するしかない多くの人びとである。プロレタリアートがブルジョワジーから政治権力を奪取し、生産手段などの資本を社会全体の財産に変えることによって、社会の発展がすすむにつれて、階級対立も、諸階級の存在も、階級支配のための政治権力も消滅し、一人一人の自由な発展がすべての人の自由な発展の条件となるような協同社会がおとずれるとした。
マルクスは1864年に設立された国際労働者協会の創立宣言を書いた。1871年にフランスでパリ・コミューンが成立すると、国際労働者協会総評議会の全協会員への呼びかけとして『フランスの内乱』を書き、パリ・コミューンを「本質的に労働者階級の政府であり、横領者階級に対する生産者階級の闘争の所産であり、労働の経済的解放をなしとげるための、ついに発見された政治形態であった」と称賛した。エンゲルスは1891年に発行されたこの著作のドイツ語第三版の序文で、パリ・コミューンをプロレタリアート独裁の実例とした。
ドイツの労働者政党の綱領草案に対する批判として1875年に書かれた『ゴータ綱領批判』で、マルクスは共産主義社会を分配の原則から低い段階と高い段階に区別し、低い段階では「能力に応じて働き、労働に応じて受け取る」、高い段階では「能力に応じて働き、必要に応じて受け取る」という基準が実現すると見解を述べた。資本主義社会から社会主義社会への過渡期における国家を、プロレタリアート独裁とした。

### 唯物論的歴史観（唯物史観、史的唯物論）
マルクスはヘーゲル左派として出発し、1840年代に起こったヘーゲル左派の内部論争の過程で、ヘーゲルの弁証法哲学やフォイエルバッハの唯物論を受け継ぎつつ、ヘーゲルの観念論やフォイエルバッハの不徹底さを批判し、唯物論的歴史観（唯物史観）を形成した。これは、法律や国家、文化などの基礎にあるのは経済（生産と流通）だ、とする見方で、以後は経済学の研究に集中した。1859年発行の『経済学批判』の序文において、彼は唯物論的歴史観を次のように説明した。
1. 生産力の発展段階に対応する生産関係の総体が社会の土台である。
2. この土台の上に法律的・政治的上部構造が立つ。土台が上部構造を制約する。
3. 生産力が発展すると、ある段階で古い生産関係は発展の桎梏（）に変わる。そのとき社会革命の時期が始まり、上部構造が変革される。
4. 生産関係の歴史的段階にはアジア的、古代的、封建的、近代ブルジョワ的生産関係がある。
5. 近代ブルジョワ的生産関係は最後の敵対的生産関係である。発展する生産力は敵対を解決する諸条件をつくりだす。それゆえ、資本主義社会をもって人間社会の前史は終わる。[5]

以上が唯物史観の要約である。

### 経済学
マルクスの長年の経済学研究は『資本論』として結実した。
マルクスはアダム・スミスやリカードの労働価値説を発展させて剰余価値説を確立し、資本家による労働者の搾取を解明した。マルクスによれば、労働力の価値（労働者自身と家族を維持するのに必要な生活必需品の価値）と労働力が生み出すことができる価値とはまったく別物である。資本家は労働力を価値どおりに買ったとしても、支払う賃金を超えて価値を生み出すように労働者を働かせることによって、超過分を無償で取得する。この超過分（剰余価値）が資本の利潤の源泉である。土地所有者が資本家に貸した土地に対して得る地代、銀行が資本家に貸し付けた資金に対して得る利子などは、この剰余価値から支払われる。
剰余価値説に基づく資本主義経済の運動法則の解明は、労働者階級の解放、階級の廃止という共産主義運動の目標に理論的根拠を与えた。

### マルクス、エンゲルスの代表的著作
1848年に出版されたマルクス、エンゲルスの『共産党宣言』、および、1867年に第一巻初版が出版された『資本論』が最も有名な著作である。エンゲルスの『空想から科学へ』は、マルクスが「科学的社会主義の入門書」と評した。マルクスの『経済学批判』は、序文に唯物史観の公式と言われる文章が含まれている。マルクスの『フランスにおける階級闘争』『ルイ・ボナパルトのブリュメール18日』『フランスにおける内乱』は、唯物史観に基づく現実の政治の分析として、フランス三部作と呼ばれる。国家論に関してはマルクスの『フランスにおける内乱』のほか、マルクスの『ゴータ綱領批判』とエンゲルスの『家族・私有財産・国家の起源』が重要な著作とされる。マルクスの「ヘーゲル法哲学批判序説」と「ユダヤ人問題によせて」は、彼がヘーゲル左派の一員だった時期に書かれた。そこから脱却する過程で書かれた草稿である「経済学・哲学草稿」および「ドイツ・イデオロギー」は、死後に出版され、前者が疎外論、後者が物象化論に関する重要著作となった。同時期の草稿「フォイエルバッハ・テーゼ」はエンゲルスが『フォイエルバッハ論』に付録として収録したことで有名となり、その言葉はロンドンにあるマルクスの墓に刻まれている。

## マルクス、エンゲルス以後の歴史的展開
運動は19世紀末から徐々に分岐し、大別してベルンシュタイン主義、カウツキー主義、ソレル主義、レーニン主義、の潮流を生む。

### 修正主義（ベルンシュタイン主義）と教条主義（カウツキー主義）
1895年にエンゲルスが死去してまもなく、ドイツ社会民主党 (SPD) において正統派のマルクス主義者と見なされていたベルンシュタインが従来と異なる見解を党機関誌で発表しはじめた。プロレタリアートは非合法手段による国家権力の奪取ではなく議会制民主主義を通じた社会改良を目指すべきだ、というのが最大のポイントであった。彼は1899年の著書『社会主義の諸前提と社会民主党の任務』でその見解をまとめた。その内容は権力獲得の問題にとどまらず、哲学や経済学の領域にまでわたるマルクス主義の修正となった。
ベルンシュタインの主張は激しい論争を巻き起こし、「修正主義」と呼ばれて正統派マルクス主義の理論的指導者だったカール・カウツキーらによって批判された。マルクス、エンゲルスの著作に精通していたカウツキーは、両者の著作からの博引旁証によって修正主義を批判し、「マルクス主義の法王」と呼ばれ、彼の主張はマルクス主義の正統な継承と見做され、西欧におけるマルクス主義の「中央派」を形成した。1903年のSPDドレスデン大会は「階級闘争に基づくわれわれの戦術を、敵に打ち勝って政治権力を獲得するかわりに既存秩序に迎合する政策を採用するという意味で変更しようとする修正主義的企てには断固として反対する」と決議した。
ベルンシュタインの見解は理論的に拒否されただけであり、実践的に拒否されたわけではなかった。ドイツ社会民主党は実際には議会制民主主義のもとで勢力を伸ばしており、「敵に打ち勝って政治権力を獲得する」戦略が具体的に実行されたことはなかった。カウツキーもその戦略を具体的に提示することはなく、好機の到来を待つ姿勢にとどまった。マルクス主義を教条としてのみ擁護して実践的に生かさなかったという意味で、カウツキーの見解を教条主義と称する見解が多い。
ドイツ社会民主党および第二インターナショナルは第一次世界大戦まではマルクス主義運動の国際的な中心だったが、戦争勃発の際にそれまでの反戦主義を捨てて社会愛国主義の立場をとったために権威を喪失して事実上崩壊し（「城内平和」）、ロシアのボリシェヴィキおよびコミンテルンにその地位を明け渡し、第二インターナショナルの残党は労働社会主義インターナショナルとなった。
第二次世界大戦後の1951年に社会主義インターナショナルの『フランクフルト宣言』で「共産主義はマルクス主義の批判的精神と相容れない偏狭な神学をつくりだした」と批判して社会民主主義は民主社会主義に発展し、1959年に採択したゴーデスベルク綱領でドイツ社会民主党は、ワイマール共和制崩壊まで続いたカウツキー主義の流れを公式に放棄した。

### 左派修正主義（ソレル主義）
イタリアでは、イタリア社会党を中心にフランスのジョルジュ・ソレルとユベール・ラガルデルの革命的サンディカリズムに影響を受けたアルトゥーロ・ラブリオーラやエンリコ・レオーネらによって左派修正主義と呼ばれる運動が台頭し、これは議会制民主主義を重視するベルンシュタイン主義と対照的にマルクス主義の原則のうち暴力革命と階級闘争を重視する一方でプロレタリア国際主義や唯物論を修正した独自の動きであったが、暴力と闘争を肯定する部分は第一次世界大戦の過程で戦争やナショナリズムの称揚へ繋がり、ファシズムを創始するベニート・ムッソリーニに影響を与えた。

### レーニン主義
第一次世界大戦後に起きたレーニンによるロシア革命は、資本主義の発達が比較的遅れた地域における革命であった。ソビエト連邦を建国したレーニンは戦時共産主義を行ったのちに、市場経済を取り入れた「新経済政策」（ネップ）を実行した。市場経済化が端緒に付いたところでレーニンは他界した。レーニンが、党書記長に登用しながら最晩年にはそこからの解任を図ったスターリンは、レーニン死後の権力闘争の過程で反対者を次々と弾圧する一方、苛烈な農業集団化や計画経済体制への移行を通じて、人類最初の社会主義国家建設に成功したと喧伝した。スターリンは、レーニンによって、マルクスの思想の唯一、真正な継承発展がなされたと主張し、マルクス・レーニン主義と呼んだ。
世界恐慌の真っ只中でも目覚ましい経済発展を遂げたと伝えられたこと、第二次世界大戦で強大なナチス・ドイツとの戦争に勝ち抜いたことなどで、ソビエト連邦及びスターリンの政治的威信は増大し、アジア・東欧・アフリカ・カリブ海域で、多くの「社会主義国」が生まれて世界を二分した。1970年代に経済発展の面で西側先進国に比して立ち遅れが顕著となり、政治的な抑圧体制も広く知られ、次第に権威は失墜し、1991年のソビエト連邦の崩壊に前後して、ほとんどは姿を消した。国家自体は維持したまま社会主義体制を放棄したケースもあれば、社会主義体制放棄とともに複数の新たな国家に分裂したケース（ユーゴスラビア社会主義連邦共和国、チェコスロバキア、エチオピアなど）や、近隣の資本主義国に吸収統合される形で国家ごと消滅したケース（旧東ドイツ、南イエメンなど）もあった。
改革開放以降、社会主義市場経済が本格的に定着した中華人民共和国では、原始共産主義的だった毛沢東時代と違いマルクス主義の経済発展段階の学説に忠実で、究極地点こそが共産主義だと認識されている。中国共産党は現在の状態を『資本主義から離脱した過渡期の状態』と規定し、資本主義部門と、社会主義部門との競争による社会主義市場経済（あるいは混合経済）体制を導入している。ベトナム社会主義共和国（ドイモイを参照）やラオス人民民主共和国も経済開放政策を導入した。一連の政策は国家資本主義を掲げたレーニン時代のソ連のネップが根拠になっている。
キューバ共和国は市場経済の導入は限定的で、従来からの社会主義体制を継続している。
朝鮮民主主義人民共和国は、1950年代頃からマルクス・レーニン主義から独自発展したと主張するチュチェ思想に立脚し、公式プロパガンダの内容や立場を長らく行っていた。1972年の憲法改正で明文化したが、徐々に金日成と一族へ献身と個人崇拝を強く煽り、ソ連や東欧で社会主義政権が相次いで崩壊するとマルクス・レーニン主義に対する言及は減少し、2010年党規約から共産主義を削除している。

### 西欧における「マルクス・ルネッサンス」
ソ連型のマルクス主義（マルクス・レーニン主義、その後継としてのスターリン主義）に対して、西欧のマルクス主義者は異論や批判的立場を持つ者も少なくなかったが、最初に西欧型のマルクス主義を提示したのは哲学者のルカーチ・ジェルジとカール・コルシュだった。
ルカーチはソ連型マルクス主義（マルクス＝レーニン主義）に転向したが、ドイツのフランクフルト学派と呼ばれるマルクス主義者たちは、テオドール・アドルノやマックス・ホルクハイマーを筆頭に、ソ連型マルクス主義のような権威主義に対する徹底した批判を展開し、西欧のモダニズムと深く結びついた「批判理論」と呼ばれる新しいマルクス主義を展開し、1960年代の学生運動やポストモダニズムなどの現代思想に対しても深い影響力を見せている。
ルイ・アルチュセールのように構造主義的にマルクス主義をとらえ直す構造主義的マルクス主義、弁証法的唯物論のような哲学的な概念を前提とせず科学としての経済学に依拠して、資本主義を数理的に分析する分析的マルクス主義などもある。
多くの哲学者や思想家、経済学者がマルクス主義について言及し考察している。全般的に旧来いわれていたマルクス主義の教条に囚われることなく多様な時には対立も含む諸理論を包み込んで進行している。
上記のような状況の下で、いままで諸潮流の対立もあり編纂する事が出来なかった決定的なマルクス・エンゲルスの全集を作る「新MEGA」プロジェクトが進行中である。

### 冷戦終結後のマルクス主義
冷戦終結後、マルクス主義を掲げる社会主義国やマルクス主義の支持者は大幅に減少した。中華人民共和国、ベトナム、ラオス、キューバなどは、政治面で一党独裁を維持しながら、経済面で改革開放やドイモイ政策を推進している。朝鮮民主主義人民共和国は憲法から「共産主義」の語を削除し、独自の主体思想を強調している。資本主義諸国の各国共産党では党の指導性を綱領から外すなど、社会民主主義との類似性が拡大している。
新自由主義的政策による格差社会の拡大や、世界金融危機など資本主義経済の不確実性も発生し、マルクス主義の見直しと同時に、部分的再評価の動きも発生した。

## 批評・批判
マルクス主義に対する批評や批判は、政治的な右派からだけではなく、左派からも行われてきている。民主社会主義者や社会民主主義者は、社会主義が階級闘争とプロレタリア独裁によってのみ成し遂げられるという概念に反対してきている。多くのアナキストも、プロレタリア独裁が必要と言う主張に反対してきている。いくつかの思想家は、唯物史観や労働価値説などのマルクス主義者の理論の基盤に反対してきている。
社会主義や拡張されたマルクス主義への主要な批判には、経済計算論争、科学技術の発展の遅延、動機の減少、資産の減少、実現可能性、その社会的および政治的な影響、などがある。